# Japanese domestic market
Pour les articles homonymes, voir JDM.
 (mai 2019).
Si vous disposez d'ouvrages ou d'articles de référence ou si vous connaissez des sites web de qualité traitant du thème abordé ici, merci de compléter l'article en donnant les références utiles à sa vérifiabilité et en les liant à la section « Notes et références ».

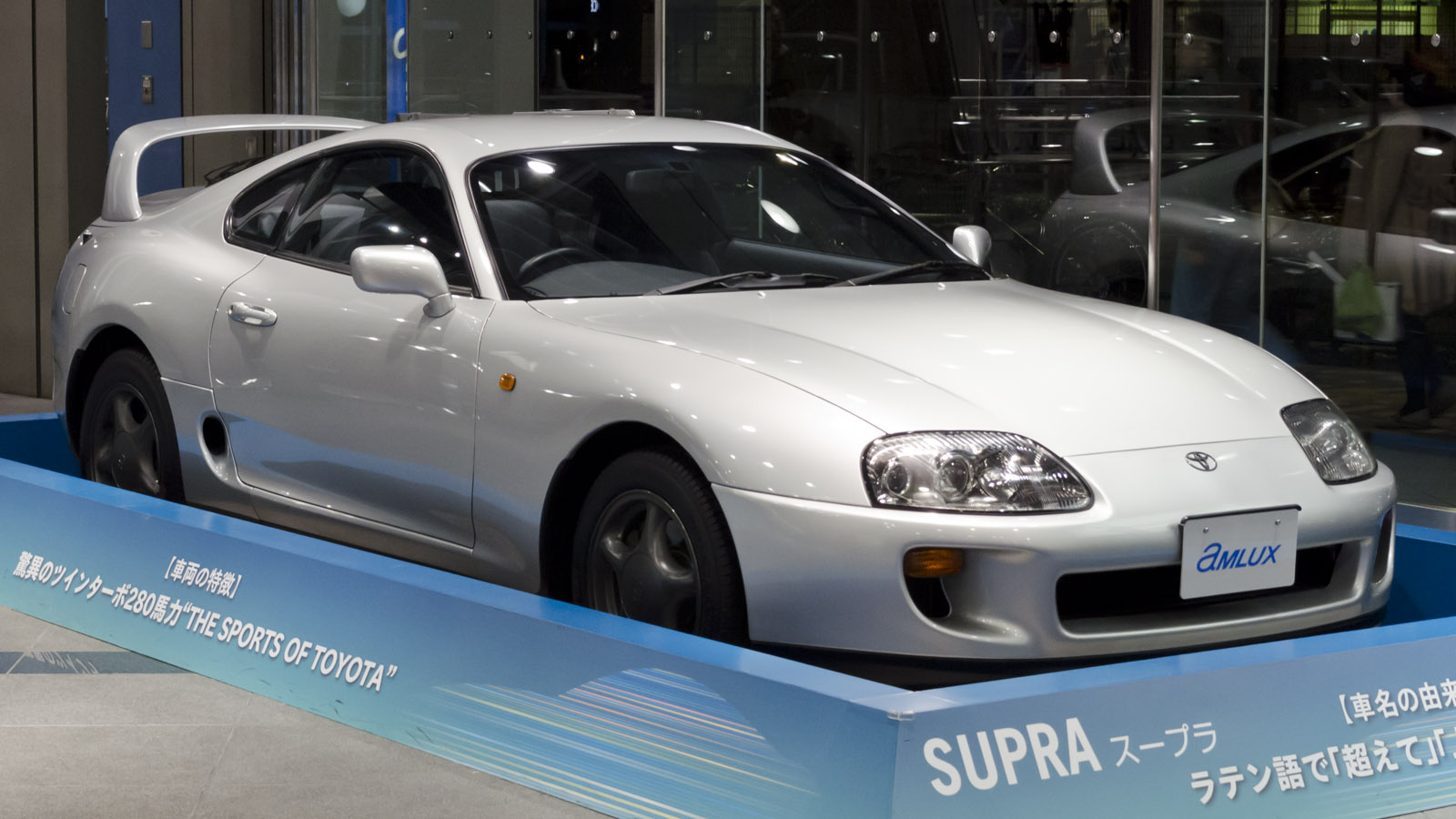
Une Toyota Supra JZA80 de 1993.

Le terme JDM, pour « Japanese Domestic Market » (en français « marché interne japonais »), ou J-Spec (Japanese Specification), fait référence à l'ensemble des véhicules et des pièces préparés pour le marché japonais. En raison de la réglementation japonaise sur la sécurité routière, toutes les voitures japonaises ont, entre autres, une vitesse maximale de 180 km/h et une puissance maximale de 280 ch, même si elles seraient techniquement en mesure de les dépasser. Dans le domaine du tuning à l'extérieur du Japon, le JDM constitue donc les modifications apportées à une voiture de marque japonaise pour se conformer aux préférences du marché japonais, ou encore l'importation d'un véhicule provenant du Japon (toutes marque et modèle confondu).